# Samael Aun Weor
Samael Aun Weor, pseudonimo di Víctor Manuel Gómez Rodríguez (Bogotà, 6 marzo 1917 – Città del Messico, 24 dicembre 1977), è stato un esoterista colombiano.
Ma operò soprattutto in Messico. Fondò diverse organizzazioni e fondazioni gnostiche (Movimiento Gnostico, Iglesia Gnóstica, Instituto de la Caridad Universal, Poscla, Asociación Gnóstica de Estudios de Antropología y Ciencia).
Il suo insegnamento è riassumibile nei "3 fattori": morte dell'ego, nascita dei "corpi solari" e sacrificio per l'umanità. Questi tre punti sono: la coscienza incarcerata dagli ego-demoni, l'arcano A.Z.F. e l'annuncio della nuova era. Questo nasce dall'interpretazione dello gnosticismo e, in particolare, dell'apocrifo Pistis Sophia. Nei primi capitoli parla dell'eone Sophia che involvendo diede origine al mondo materiale e che venne oppressa dai demoni detti arconti che la contaminarono. Per Samael Sophia è la coscienza e gli arconti gli ego che formano la personalità umana e che sono scissi e in alternanza e conflitto tra loro, riprendendo Gurdjieff, la trascinano in un sonno e con essa l'umanità formata da Sophia e dagli arconti che derivano da sè i corpi sottili. Per liberare la coscienza viene il secondo punto che è l'arcano A.Z.F., che è il risveglio di Kundalini, che sarebbe ciò che simbolizza il battesimo del fuoco nella Pistis Sophia, e che va attivato con la magia sessuale. Infine il terzo punto che è la missione per l'umanità che deve essere risvegliata dal sonno in cui si trova imprigionata dagli ego-demoni e dare inizio a una nuova era.
Parlò anche di una futura guerra atomica che avrebbe trasformato il nostro pianeta in un mare di fuoco e fango e di questo avvertì anche i politici con dei messaggi a cui non risposero. Mischiò idee della teosofia, di Gurdjieff, di Knum-Heller di origine mesoamericana e dello gnosticismo cristiano antico, altri poi divennero i suoi continuatori. 
Samael e Weor sono nomi di demoni presi dalla demonologia giudaico-cristiana. Altro punto delle sue idee è la reincarnazione e l'evoluzione a partire da ere lontane di Atlantide e Lemuria, ispirandosi alla teosofia. Un punto importante è la magia sessuale e il risparmio dell'energia sessuale con l'astensione dal sesso e dall'eiaculazione. Il battesimo di acqua e spirito viene interpretato come una pratica sessuale, in cui l'acqua il liquido spermatico e lo spirito l'energia che ne è l'essenza, che è anche il fuoco interpretato come la kundalini, il serpente dell'energia sessuale latente alla base della colonna vertebrale che sale dopo essere stato sviluppato dalle pratiche yogiche nel tantrismo.